# Јовица Наумчевски
Јовица Наумчевски (15. јул 1989, Битол) је македонски певач на народне музике.

## Каријера
Наумчевски је започао каријеру певача 2012. године у групи "Мотив банд". Од 2016. године члан је познате групе "Молика" где наступају широм Македоније и европских земаља.